# Oscar voor beste regisseur
De Academy Award voor beste regisseur (Engels: Academy Award for Best Directing, ook bekend als de Oscar voor beste regisseur of beste regie) is een jaarlijkse filmprijs van de Academy of Motion Picture Arts and Sciences. Het is een van de belangrijkste Academy Awards, voor de beste regisseur van het voorgaande jaar. Welke films daarvoor in aanmerking komen wordt bepaald door mensen die werkzaam zijn in de filmindustrie. Uiteindelijk worden vijf regisseurs (in de eerste jaren ook enkele keren drie) bekendgemaakt, die genomineerd zijn voor de prijs. Tijdens de jaarlijkse uitreiking wordt bekendgemaakt wie de prijs gewonnen heeft.

## Winnaars en genomineerden
De winnaars staan bovenaan in vette letters op een gele achtergrond. De overige regisseurs en films die werden genomineerd staan eronder vermeld in alfabetische volgorde.

### 1927-1929
In het eerste jaar werd er een aparte prijs gegeven voor de beste regisseur van een drama en van een komedie:
| Jaar             | Regisseur           | Film |
| ---------------- | ------------------- | ---- |
| 1927-28 (1ste)   |                     |      |
| Regie drama      |                     |      |
| Frank Borzage    | 7th Heaven          |      |
| Herbert Brenon   | Sorrell and Son     |      |
| King Vidor       | The Crowd           |      |
| Regie komedie    |                     |      |
| Lewis Milestone  | Two Arabian Knights |      |
| Ted Wilde        | Speedy              |      |
| 1928-29 (2de)    |                     |      |
| Frank Lloyd      | The Divine Lady     |      |
| Lionel Barrymore | Madame X            |      |
| Harry Beaumont   | The Broadway Melody |      |
| Irving Cummings  | In Old Arizona      |      |
| Frank Lloyd      | Weary River Drag    |      |
| Ernst Lubitsch   | The Patriot         |      |

### 1930-1939
| Jaar                | Regisseur                      | Film |
| ------------------- | ------------------------------ | ---- |
| 1929-30 (3de)       |                                |      |
| Lewis Milestone     | All Quiet on the Western Front |      |
| Clarence Brown      | Anna Christie                  |      |
| Clarence Brown      | Romance                        |      |
| Robert Z. Leonard   | The Divorcee                   |      |
| Ernst Lubitsch      | The Love Parade                |      |
| King Vidor          | Hallelujah                     |      |
| 1930-31 (4de)       |                                |      |
| Norman Taurog       | Skippy                         |      |
| Clarence Brown      | A Free Soul                    |      |
| Lewis Milestone     | The Front Page                 |      |
| Wesley Ruggles      | Cimarron                       |      |
| Josef von Sternberg | Morocco                        |      |
| 1931-32 (5de)       |                                |      |
| Frank Borzage       | Bad Girl                       |      |
| King Vidor          | The Champ                      |      |
| Josef von Sternberg | Shanghai Express               |      |
| 1932-33 (6de)       |                                |      |
| Frank Lloyd         | Cavalcade                      |      |
| Frank Capra         | Lady for a Day                 |      |
| George Cukor        | Little Women                   |      |
| 1934 (7de)          |                                |      |
| Frank Capra         | It Happened One Night          |      |
| Victor Schertzinger | One Night of Love              |      |
| W.S. Van Dyke       | The Thin Man                   |      |
| 1935 (8ste)         |                                |      |
| John Ford           | The Informer                   |      |
| Michael Curtiz      | Captain Blood                  |      |
| Henry Hathaway      | The Lives of a Bengal Lancer   |      |
| Frank Lloyd         | Mutiny on the Bounty           |      |
| 1936 (9de)          |                                |      |
| Frank Capra         | Mr. Deeds Goes to Town         |      |
| Gregory La Cava     | My Man Godfrey                 |      |
| Robert Z. Leonard   | The Great Ziegfeld             |      |
| W.S. Van Dyke       | San Francisco                  |      |
| William Wyler       | Dodsworth                      |      |
| 1937 (10de)         |                                |      |
| Leo McCarey         | The Awful Truth                |      |
| William Dieterle    | The Life of Emile Zola         |      |
| Sidney Franklin     | The Good Earth                 |      |
| Gregory La Cava     | Stage Door                     |      |
| William Wellman     | A Star Is Born                 |      |
| 1938 (11de)         |                                |      |
| Frank Capra         | You Can't Take It with You     |      |
| Michael Curtiz      | Angels with Dirty Faces        |      |
| Michael Curtiz      | Four Daughters                 |      |
| Norman Taurog       | Boys Town                      |      |
| King Vidor          | The Citadel                    |      |
| 1939 (12de)         |                                |      |
| Victor Fleming      | Gone with the Wind             |      |
| Frank Capra         | Mr. Smith Goes to Washington   |      |
| John Ford           | Stagecoach                     |      |
| Sam Wood            | Goodbye, Mr. Chips             |      |
| William Wyler       | Wuthering Heights              |      |

### 1940-1949
| Jaar                 | Regisseur                        | Film |
| -------------------- | -------------------------------- | ---- |
| 1940 (13de)          |                                  |      |
| John Ford            | The Grapes of Wrath              |      |
| George Cukor         | The Philadelphia Story           |      |
| Alfred Hitchcock     | Rebecca                          |      |
| Sam Wood             | Kitty Foyle                      |      |
| William Wyler        | The Letter                       |      |
| 1941 (14de)          |                                  |      |
| John Ford            | How Green Was My Valley          |      |
| Alexander Hall       | Here Comes Mr. Jordan            |      |
| Howard Hawks         | Sergeant York                    |      |
| Orson Welles         | Citizen Kane                     |      |
| William Wyler        | The Little Foxes                 |      |
| 1942 (15de)          |                                  |      |
| William Wyler        | Mrs. Miniver                     |      |
| Michael Curtiz       | Yankee Doodle Dandy              |      |
| John Farrow          | Wake Island                      |      |
| Mervyn LeRoy         | Random Harvest                   |      |
| Sam Wood             | Kings Row                        |      |
| 1943 (16de)          |                                  |      |
| Michael Curtiz       | Casablanca                       |      |
| Clarence Brown       | The Human Comedy                 |      |
| Henry King           | The Song of Bernadette           |      |
| Ernst Lubitsch       | Heaven Can Wait                  |      |
| George Stevens       | The More the Merrier             |      |
| 1944 (17de)          |                                  |      |
| Leo McCarey          | Going My Way                     |      |
| Alfred Hitchcock     | Lifeboat                         |      |
| Henry King           | Wilson                           |      |
| Otto Preminger       | Laura                            |      |
| Billy Wilder         | Double Indemnity                 |      |
| 1945 (18de)          |                                  |      |
| Billy Wilder         | The Lost Weekend                 |      |
| Clarence Brown       | National Velvet                  |      |
| Alfred Hitchcock     | Spellbound                       |      |
| Leo McCarey          | The Bells of St. Mary's          |      |
| Jean Renoir          | The Southerner                   |      |
| 1946 (19de)          |                                  |      |
| William Wyler        | The Best Years of Our Lives      |      |
| Clarence Brown       | The Yearling                     |      |
| Frank Capra          | It's a Wonderful Life            |      |
| David Lean           | Brief Encounter                  |      |
| Robert Siodmak       | The Killers                      |      |
| 1947 (20ste)         |                                  |      |
| Elia Kazan           | Gentleman's Agreement            |      |
| George Cukor         | A Double Life                    |      |
| Edward Dmytryk       | Crossfire                        |      |
| Henry Koster         | The Bishop's Wife                |      |
| David Lean           | Great Expectations               |      |
| 1948 (21ste)         |                                  |      |
| John Huston          | The Treasure of the Sierra Madre |      |
| Anatole Litvak       | The Snake Pit                    |      |
| Jean Negulesco       | Johnny Belinda                   |      |
| Laurence Olivier     | Hamlet                           |      |
| Fred Zinnemann       | The Search                       |      |
| 1949 (22ste)         |                                  |      |
| Joseph L. Mankiewicz | A Letter to Three Wives          |      |
| Carol Reed           | The Fallen Idol                  |      |
| Robert Rossen        | All the King's Men               |      |
| William A. Wellman   | Battleground                     |      |
| William Wyler        | The Heiress                      |      |

### 1950-1959
| Jaar                 | Regisseur                      | Film |
| -------------------- | ------------------------------ | ---- |
| 1950 (23ste)         |                                |      |
| Joseph L. Mankiewicz | All About Eve                  |      |
| George Cukor         | Born Yesterday                 |      |
| John Huston          | The Asphalt Jungle             |      |
| Carol Reed           | The Third Man                  |      |
| Billy Wilder         | Sunset Blvd.                   |      |
| 1951 (24ste)         |                                |      |
| George Stevens       | A Place in the Sun             |      |
| John Huston          | The African Queen              |      |
| Elia Kazan           | A Streetcar Named Desire       |      |
| Vincente Minnelli    | An American in Paris           |      |
| William Wyler        | Detective Story                |      |
| 1952 (25ste)         |                                |      |
| John Ford            | The Quiet Man                  |      |
| Cecil B. DeMille     | The Greatest Show on Earth     |      |
| John Huston          | Moulin Rouge                   |      |
| Joseph L. Mankiewicz | Five Fingers                   |      |
| Fred Zinnemann       | High Noon                      |      |
| 1953 (26ste)         |                                |      |
| Fred Zinnemann       | From Here to Eternity          |      |
| George Stevens       | Shane                          |      |
| Charles Walters      | Lili                           |      |
| Billy Wilder         | Stalag 17                      |      |
| William Wyler        | Roman Holiday                  |      |
| 1954 (27ste)         |                                |      |
| Elia Kazan           | On the Waterfront              |      |
| Alfred Hitchcock     | Rear Window                    |      |
| George Seaton        | The Country Girl               |      |
| William Wellman      | The High and the Mighty        |      |
| Billy Wilder         | Sabrina                        |      |
| 1955 (28ste)         |                                |      |
| Delbert Mann         | Marty                          |      |
| Elia Kazan           | East of Eden                   |      |
| David Lean           | Summertime                     |      |
| Joshua Logan         | Picnic                         |      |
| John Sturges         | Bad Day at Black Rock          |      |
| 1956 (29ste)         |                                |      |
| George Stevens       | Giant                          |      |
| Michael Anderson     | Around the World in 80 Days    |      |
| Walter Lang          | The King and I                 |      |
| King Vidor           | War and Peace                  |      |
| William Wyler        | Friendly Persuasion            |      |
| 1957 (30ste)         |                                |      |
| David Lean           | The Bridge on the River Kwai   |      |
| Joshua Logan         | Sayonara                       |      |
| Sidney Lumet         | 12 Angry Men                   |      |
| Mark Robson          | Peyton Place                   |      |
| Billy Wilder         | Witness for the Prosecution    |      |
| 1958 (31ste)         |                                |      |
| Vincente Minnelli    | Gigi                           |      |
| Richard Brooks       | Cat on a Hot Tin Roof          |      |
| Stanley Kramer       | The Defiant Ones               |      |
| Mark Robson          | The Inn of the Sixth Happiness |      |
| Robert Wise          | I Want to Live!                |      |
| 1959 (32ste)         |                                |      |
| William Wyler        | Ben-Hur                        |      |
| Jack Clayton         | Room at the Top                |      |
| George Stevens       | The Diary of Anne Frank        |      |
| Billy Wilder         | Some Like It Hot               |      |
| Fred Zinnemann       | The Nun's Story                |      |

### 1960-1969
| Jaar                          | Regisseur                                                            | Film |
| ----------------------------- | -------------------------------------------------------------------- | ---- |
| 1960 (33ste)                  |                                                                      |      |
| Billy Wilder                  | The Apartment                                                        |      |
| Jack Cardiff                  | Sons and Lovers                                                      |      |
| Jules Dassin                  | Never on Sunday                                                      |      |
| Alfred Hitchcock              | Psycho                                                               |      |
| Fred Zinnemann                | The Sundowners                                                       |      |
| 1961 (34ste)                  |                                                                      |      |
| Robert Wise en Jerome Robbins | West Side Story                                                      |      |
| Federico Fellini              | La Dolce Vita                                                        |      |
| Stanley Kramer                | Judgment at Nuremberg                                                |      |
| Robert Rossen                 | The Hustler                                                          |      |
| J. Lee Thompson               | The Guns of Navarone                                                 |      |
| 1962 (35ste)                  |                                                                      |      |
| David Lean                    | Lawrence of Arabia                                                   |      |
| Pietro Germi                  | Divorce--Italian Style                                               |      |
| Robert Mulligan               | To Kill a Mockingbird                                                |      |
| Arthur Penn                   | The Miracle Worker                                                   |      |
| Frank Perry                   | David and Lisa                                                       |      |
| 1963 (36ste)                  |                                                                      |      |
| Tony Richardson               | Tom Jones                                                            |      |
| Federico Fellini              | Federico Fellini's 8½                                                |      |
| Elia Kazan                    | America, America                                                     |      |
| Otto Preminger                | The Cardinal                                                         |      |
| Martin Ritt                   | Hud                                                                  |      |
| 1964 (37ste)                  |                                                                      |      |
| George Cukor                  | My Fair Lady                                                         |      |
| Michael Cacoyannis            | Zorba the Greek                                                      |      |
| Peter Glenville               | Becket                                                               |      |
| Stanley Kubrick               | Dr. Strangelove or: How I Learned to Stop Worrying and Love the Bomb |      |
| Robert Stevenson              | Mary Poppins                                                         |      |
| 1965 (38ste)                  |                                                                      |      |
| Robert Wise                   | The Sound of Music                                                   |      |
| David Lean                    | Doctor Zhivago                                                       |      |
| John Schlesinger              | Darling                                                              |      |
| Hiroshi Teshigahara           | Woman in the Dunes                                                   |      |
| William Wyler                 | The Collector                                                        |      |
| 1966 (39ste)                  |                                                                      |      |
| Fred Zinnemann                | A Man for All Seasons                                                |      |
| Michelangelo Antonioni        | Blow-Up                                                              |      |
| Richard Brooks                | The Professionals                                                    |      |
| Claude Lelouch                | A Man and a Woman                                                    |      |
| Mike Nichols                  | Who's Afraid of Virginia Woolf?                                      |      |
| 1967 (40ste)                  |                                                                      |      |
| Mike Nichols                  | The Graduate                                                         |      |
| Richard Brooks                | In Cold Blood                                                        |      |
| Norman Jewison                | In the Heat of the Night                                             |      |
| Stanley Kramer                | Guess Who's Coming to Dinner                                         |      |
| Arthur Penn                   | Bonnie and Clyde                                                     |      |
| 1968 (41ste)                  |                                                                      |      |
| Carol Reed                    | Oliver!                                                              |      |
| Anthony Harvey                | The Lion in Winter                                                   |      |
| Stanley Kubrick               | 2001: A Space Odyssey                                                |      |
| Gillo Pontecorvo              | The Battle of Algiers                                                |      |
| Franco Zeffirelli             | Romeo and Juliet                                                     |      |
| 1969 (42ste)                  |                                                                      |      |
| John Schlesinger              | Midnight Cowboy                                                      |      |
| Costa-Gavras                  | Z                                                                    |      |
| George Roy Hill               | Butch Cassidy and the Sundance Kid                                   |      |
| Arthur Penn                   | Alice's Restaurant                                                   |      |
| Sydney Pollack                | They Shoot Horses, Don't They?                                       |      |

### 1970-1979
| Jaar                        | Regisseur                          | Film |
| --------------------------- | ---------------------------------- | ---- |
| 1970 (43ste)                |                                    |      |
| Franklin J. Schaffner       | Patton                             |      |
| Robert Altman               | M*A*S*H                            |      |
| Federico Fellini            | Fellini Satyricon                  |      |
| Arthur Hiller               | Love Story                         |      |
| Ken Russell                 | Women in Love                      |      |
| 1971 (44ste)                |                                    |      |
| William Friedkin            | The French Connection              |      |
| Peter Bogdanovich           | The Last Picture Show              |      |
| Norman Jewison              | Fiddler on the Roof                |      |
| Stanley Kubrick             | A Clockwork Orange                 |      |
| John Schlesinger            | Sunday Bloody Sunday               |      |
| 1972 (45ste)                |                                    |      |
| Bob Fosse                   | Cabaret                            |      |
| John Boorman                | Deliverance                        |      |
| Francis Ford Coppola        | The Godfather                      |      |
| Joseph L. Mankiewicz        | Sleuth                             |      |
| Jan Troell                  | The Emigrants                      |      |
| 1973 (46ste)                |                                    |      |
| George Roy Hill             | The Sting                          |      |
| Ingmar Bergman              | Cries and Whispers                 |      |
| Bernardo Bertolucci         | Last Tango in Paris                |      |
| William Friedkin            | The Exorcist                       |      |
| George Lucas                | American Graffiti                  |      |
| 1974 (47ste)                |                                    |      |
| Francis Ford Coppola        | The Godfather Part II              |      |
| John Cassavetes             | A Woman Under the Influence        |      |
| Bob Fosse                   | Lenny                              |      |
| Roman Polański              | Chinatown                          |      |
| François Truffaut           | Day for Night                      |      |
| 1975 (48ste)                |                                    |      |
| Miloš Forman                | One Flew Over the Cuckoo's Nest    |      |
| Robert Altman               | Nashville                          |      |
| Federico Fellini            | Amarcord                           |      |
| Stanley Kubrick             | Barry Lyndon                       |      |
| Sidney Lumet                | Dog Day Afternoon                  |      |
| 1976 (49ste)                |                                    |      |
| John G. Avildsen            | Rocky                              |      |
| Ingmar Bergman              | Face to Face                       |      |
| Sidney Lumet                | Network                            |      |
| Alan J. Pakula              | All the President's Men            |      |
| Lina Wertmüller             | Seven Beauties                     |      |
| 1977 (50ste)                |                                    |      |
| Woody Allen                 | Annie Hall                         |      |
| George Lucas                | Star Wars                          |      |
| Herbert Ross                | The Turning Point                  |      |
| Steven Spielberg            | Close Encounters of the Third Kind |      |
| Fred Zinnemann              | Julia                              |      |
| 1978 (51ste)                |                                    |      |
| Michael Cimino              | The Deer Hunter                    |      |
| Woody Allen                 | Interiors                          |      |
| Hal Ashby                   | Coming Home                        |      |
| Warren Beatty en Buck Henry | Heaven Can Wait                    |      |
| Alan Parker                 | Midnight Express                   |      |
| 1979 (52ste)                |                                    |      |
| Robert Benton               | Kramer vs. Kramer                  |      |
| Francis Ford Coppola        | Apocalypse Now                     |      |
| Bob Fosse                   | All That Jazz                      |      |
| Edouard Molinaro            | La Cage aux Folles                 |      |
| Peter Yates                 | Breaking Away                      |      |

### 1980-1989
| Jaar                 | Regisseur                     | Film |
| -------------------- | ----------------------------- | ---- |
| 1980 (53ste)         |                               |      |
| Robert Redford       | Ordinary People               |      |
| David Lynch          | The Elephant Man              |      |
| Roman Polański       | Tess                          |      |
| Richard Rush         | The Stunt Man                 |      |
| Martin Scorsese      | Raging Bull                   |      |
| 1981 (54ste)         |                               |      |
| Warren Beatty        | Reds                          |      |
| Hugh Hudson          | Chariots of Fire              |      |
| Louis Malle          | Atlantic City                 |      |
| Mark Rydell          | On Golden Pond                |      |
| Steven Spielberg     | Raiders of the Lost Ark       |      |
| 1982 (55ste)         |                               |      |
| Richard Attenborough | Gandhi                        |      |
| Sidney Lumet         | The Verdict                   |      |
| Wolfgang Petersen    | Das Boot                      |      |
| Sydney Pollack       | Tootsie                       |      |
| Steven Spielberg     | E.T. the Extra-Terrestrial    |      |
| 1983 (56ste)         |                               |      |
| James L. Brooks      | Terms of Endearment           |      |
| Bruce Beresford      | Tender Mercies                |      |
| Ingmar Bergman       | Fanny & Alexander             |      |
| Mike Nichols         | Silkwood                      |      |
| Peter Yates          | The Dresser                   |      |
| 1984 (57ste)         |                               |      |
| Miloš Forman         | Amadeus                       |      |
| Woody Allen          | Broadway Danny Rose           |      |
| Robert Benton        | Places in the Heart           |      |
| Roland Joffé         | The Killing Fields            |      |
| David Lean           | A Passage to India            |      |
| 1985 (58ste)         |                               |      |
| Sydney Pollack       | Out of Africa                 |      |
| Héctor Babenco       | Kiss of the Spider Woman      |      |
| John Huston          | Prizzi's Honor                |      |
| Akira Kurosawa       | Ran                           |      |
| Peter Weir           | Witness                       |      |
| 1986 (59ste)         |                               |      |
| Oliver Stone         | Platoon                       |      |
| Woody Allen          | Hannah and Her Sisters        |      |
| James Ivory          | A Room with a View            |      |
| Roland Joffé         | The Mission                   |      |
| David Lynch          | Blue Velvet                   |      |
| 1987 (60ste)         |                               |      |
| Bernardo Bertolucci  | The Last Emperor              |      |
| John Boorman         | Hope and Glory                |      |
| Lasse Hallström      | My Life as a Dog              |      |
| Norman Jewison       | Moonstruck                    |      |
| Adrian Lyne          | Fatal Attraction              |      |
| 1988 (61ste)         |                               |      |
| Barry Levinson       | Rain Man                      |      |
| Charles Crichton     | A Fish Called Wanda           |      |
| Mike Nichols         | Working Girl                  |      |
| Alan Parker          | Mississippi Burning           |      |
| Martin Scorsese      | The Last Temptation of Christ |      |
| 1989 (62ste)         |                               |      |
| Oliver Stone         | Born on the Fourth of July    |      |
| Woody Allen          | Crimes and Misdemeanors       |      |
| Kenneth Branagh      | Henry V                       |      |
| Jim Sheridan         | My Left Foot                  |      |
| Peter Weir           | Dead Poets Society            |      |

### 1990-1999
| Jaar                 | Regisseur                  | Film |
| -------------------- | -------------------------- | ---- |
| 1990 (63ste)         |                            |      |
| Kevin Costner        | Dances with Wolves         |      |
| Francis Ford Coppola | The Godfather Part III     |      |
| Stephen Frears       | The Grifters               |      |
| Barbet Schroeder     | Reversal of Fortune        |      |
| Martin Scorsese      | Goodfellas                 |      |
| 1991 (64ste)         |                            |      |
| Jonathan Demme       | The Silence of the Lambs   |      |
| Barry Levinson       | Bugsy                      |      |
| Ridley Scott         | Thelma & Louise            |      |
| John Singleton       | Boyz n the Hood            |      |
| Oliver Stone         | JFK                        |      |
| 1992 (65ste)         |                            |      |
| Clint Eastwood       | Unforgiven                 |      |
| Robert Altman        | The Player                 |      |
| Martin Brest         | Scent of a Woman           |      |
| James Ivory          | Howards End                |      |
| Neil Jordan          | The Crying Game            |      |
| 1993 (66ste)         |                            |      |
| Steven Spielberg     | Schindler's List           |      |
| Robert Altman        | Short Cuts                 |      |
| Jane Campion         | The Piano                  |      |
| James Ivory          | The Remains of the Day     |      |
| Jim Sheridan         | In the Name of the Father  |      |
| 1994 (67ste)         |                            |      |
| Robert Zemeckis      | Forrest Gump               |      |
| Woody Allen          | Bullets Over Broadway      |      |
| Krzysztof Kieślowski | Red                        |      |
| Robert Redford       | Quiz Show                  |      |
| Quentin Tarantino    | Pulp Fiction               |      |
| 1995 (68ste)         |                            |      |
| Mel Gibson           | Braveheart                 |      |
| Mike Figgis          | Leaving Las Vegas          |      |
| Chris Noonan         | Babe                       |      |
| Michael Radford      | The Postman (Il Postino)   |      |
| Tim Robbins          | Dead Man Walking           |      |
| 1996 (69ste)         |                            |      |
| Anthony Minghella    | The English Patient        |      |
| Joel Coen            | Fargo                      |      |
| Miloš Forman         | The People vs. Larry Flynt |      |
| Scott Hicks          | Shine                      |      |
| Mike Leigh           | Secrets & Lies             |      |
| 1997 (70ste)         |                            |      |
| James Cameron        | Titanic                    |      |
| Peter Cattaneo       | The Full Monty             |      |
| Atom Egoyan          | The Sweet Hereafter        |      |
| Curtis Hanson        | L.A. Confidential          |      |
| Gus Van Sant         | Good Will Hunting          |      |
| 1998 (71ste)         |                            |      |
| Steven Spielberg     | Saving Private Ryan        |      |
| Roberto Benigni      | Life Is Beautiful          |      |
| John Madden          | Shakespeare in Love        |      |
| Terrence Malick      | The Thin Red Line          |      |
| Peter Weir           | The Truman Show            |      |
| 1999 (72ste)         |                            |      |
| Sam Mendes           | American Beauty            |      |
| Lasse Hallström      | The Cider House Rules      |      |
| Spike Jonze          | Being John Malkovich       |      |
| Michael Mann         | The Insider                |      |
| M. Night Shyamalan   | The Sixth Sense            |      |

### 2000-2009
| Jaar                        | Regisseur                                         | Film |
| --------------------------- | ------------------------------------------------- | ---- |
| 2000 (73ste)                |                                                   |      |
| Steven Soderbergh           | Traffic                                           |      |
| Stephen Daldry              | Billy Elliot                                      |      |
| Ang Lee                     | Crouching Tiger, Hidden Dragon                    |      |
| Ridley Scott                | Gladiator                                         |      |
| Steven Soderbergh           | Erin Brockovich                                   |      |
| 2001 (74ste)                |                                                   |      |
| Ron Howard                  | A Beautiful Mind                                  |      |
| Robert Altman               | Gosford Park                                      |      |
| Peter Jackson               | The Lord of the Rings: The Fellowship of the Ring |      |
| David Lynch                 | Mulholland Drive                                  |      |
| Ridley Scott                | Black Hawk Down                                   |      |
| 2002 (75ste)                |                                                   |      |
| Roman Polański              | The Pianist                                       |      |
| Pedro Almodóvar             | Talk to Her                                       |      |
| Stephen Daldry              | The Hours                                         |      |
| Rob Marshall                | Chicago                                           |      |
| Martin Scorsese             | Gangs of New York                                 |      |
| 2003 (76ste)                |                                                   |      |
| Peter Jackson               | The Lord of the Rings: The Return of the King     |      |
| Sofia Coppola               | Lost in Translation                               |      |
| Clint Eastwood              | Mystic River                                      |      |
| Fernando Meirelles          | City of God                                       |      |
| Peter Weir                  | Master and Commander: The Far Side of the World   |      |
| 2004 (77ste)                |                                                   |      |
| Clint Eastwood              | Million Dollar Baby                               |      |
| Taylor Hackford             | Ray                                               |      |
| Mike Leigh                  | Vera Drake                                        |      |
| Alexander Payne             | Sideways                                          |      |
| Martin Scorsese             | The Aviator                                       |      |
| 2005 (78ste)                |                                                   |      |
| Ang Lee                     | Brokeback Mountain                                |      |
| George Clooney              | Good Night, and Good Luck                         |      |
| Paul Haggis                 | Crash                                             |      |
| Bennett Miller              | Capote                                            |      |
| Steven Spielberg            | Munich                                            |      |
| 2006 (79ste)                |                                                   |      |
| Martin Scorsese             | The Departed                                      |      |
| Clint Eastwood              | Letters from Iwo Jima                             |      |
| Stephen Frears              | The Queen                                         |      |
| Paul Greengrass             | United 93                                         |      |
| Alejandro González Iñárritu | Babel                                             |      |
| 2007 (80ste)                |                                                   |      |
| Joel Coen en Ethan Coen     | No Country for Old Men                            |      |
| Paul Thomas Anderson        | There Will Be Blood                               |      |
| Tony Gilroy                 | Michael Clayton                                   |      |
| Jason Reitman               | Juno                                              |      |
| Julian Schnabel             | The Diving Bell and the Butterfly                 |      |
| 2008 (81ste)                |                                                   |      |
| Danny Boyle                 | Slumdog Millionaire                               |      |
| Stephen Daldry              | The Reader                                        |      |
| David Fincher               | The Curious Case of Benjamin Button               |      |
| Ron Howard                  | Frost/Nixon                                       |      |
| Gus Van Sant                | Milk                                              |      |
| 2009 (82ste)                |                                                   |      |
| Kathryn Bigelow             | The Hurt Locker                                   |      |
| James Cameron               | Avatar                                            |      |
| Lee Daniels                 | Precious: Based on the Novel "Push" by Sapphire   |      |
| Jason Reitman               | Up in the Air                                     |      |
| Quentin Tarantino           | Inglourious Basterds                              |      |

### 2010-2019
| Jaar                        | Regisseur                                       | Film |
| --------------------------- | ----------------------------------------------- | ---- |
| 2010 (83ste)                |                                                 |      |
| Tom Hooper                  | The King's Speech                               |      |
| Darren Aronofsky            | Black Swan                                      |      |
| Joel Coen en Ethan Coen     | True Grit                                       |      |
| David Fincher               | The Social Network                              |      |
| David O. Russell            | The Fighter                                     |      |
| 2011 (84ste)                |                                                 |      |
| Michel Hazanavicius         | The Artist                                      |      |
| Woody Allen                 | Midnight in Paris                               |      |
| Terrence Malick             | The Tree of Life                                |      |
| Alexander Payne             | The Descendants                                 |      |
| Martin Scorsese             | Hugo                                            |      |
| 2012 (85ste)                |                                                 |      |
| Ang Lee                     | Life of Pi                                      |      |
| Michael Haneke              | Amour                                           |      |
| David O. Russell            | Silver Linings Playbook                         |      |
| Steven Spielberg            | Lincoln                                         |      |
| Benh Zeitlin                | Beasts of the Southern Wild                     |      |
| 2013 (86ste)                |                                                 |      |
| Alfonso Cuarón              | Gravity                                         |      |
| Steve McQueen               | 12 Years a Slave                                |      |
| Alexander Payne             | Nebraska                                        |      |
| David O. Russell            | American Hustle                                 |      |
| Martin Scorsese             | The Wolf of Wall Street                         |      |
| 2014 (87ste)                |                                                 |      |
| Alejandro González Iñárritu | Birdman or (The Unexpected Virtue of Ignorance) |      |
| Wes Anderson                | The Grand Budapest Hotel                        |      |
| Richard Linklater           | Boyhood                                         |      |
| Bennett Miller              | Foxcatcher                                      |      |
| Morten Tyldum               | The Imitation Game                              |      |
| 2015 (89ste)                |                                                 |      |
| Alejandro González Iñárritu | The Revenant                                    |      |
| Lenny Abrahamson            | Room                                            |      |
| Tom McCarthy                | Spotlight                                       |      |
| Adam McKay                  | The Big Short                                   |      |
| George Miller               | Mad Max: Fury Road                              |      |
| 2016 (89ste)                |                                                 |      |
| Damien Chazelle             | La La Land                                      |      |
| Mel Gibson                  | Hacksaw Ridge                                   |      |
| Barry Jenkins               | Moonlight                                       |      |
| Kenneth Lonergan            | Manchester by the Sea                           |      |
| Denis Villeneuve            | Arrival                                         |      |
| 2017 (90ste)                |                                                 |      |
| Guillermo del Toro          | The Shape of Water                              |      |
| Paul Thomas Anderson        | Phantom Thread                                  |      |
| Greta Gerwig                | Lady Bird                                       |      |
| Christopher Nolan           | Dunkirk                                         |      |
| Jordan Peele                | Get Out                                         |      |
| 2018 (91ste)                |                                                 |      |
| Alfonso Cuarón              | Roma                                            |      |
| Yorgos Lanthimos            | The Favourite                                   |      |
| Spike Lee                   | BlacKkKlansman                                  |      |
| Adam McKay                  | Vice                                            |      |
| Paweł Pawlikowski           | Cold War                                        |      |
| 2019 (92ste)                |                                                 |      |
| Bong Joon-ho                | Parasite                                        |      |
| Sam Mendes                  | 1917                                            |      |
| Todd Phillips               | Joker                                           |      |
| Martin Scorsese             | The Irishman                                    |      |
| Quentin Tarantino           | Once Upon a Time in Hollywood                   |      |

### 2020-2029
| Jaar                            | Regisseur                         | Film |
| ------------------------------- | --------------------------------- | ---- |
| 2020 (93ste)                    |                                   |      |
| Chloé Zhao                      | Nomadland                         |      |
| Lee Isaac Chung                 | Minari                            |      |
| Emerald Fennell                 | Promising Young Woman             |      |
| David Fincher                   | Mank                              |      |
| Thomas Vinterberg               | Another Round                     |      |
| 2021 (94ste)                    |                                   |      |
| Jane Campion                    | The Power of the Dog              |      |
| Kenneth Branagh                 | Belfast                           |      |
| Ryusuke Hamaguchi               | Drive My Car                      |      |
| Paul Thomas Anderson            | Licorice Pizza                    |      |
| Steven Spielberg                | West Side Story                   |      |
| 2022 (95ste)                    |                                   |      |
| Daniel Kwan en Daniel Scheinert | Everything Everywhere All at Once |      |
| Todd Field                      | Tár                               |      |
| Martin McDonagh                 | The Banshees of Inisherin         |      |
| Ruben Östlund                   | Triangle of Sadness               |      |
| Steven Spielberg                | The Fabelmans                     |      |
| 2023 (96ste)                    |                                   |      |
| Christopher Nolan               | Oppenheimer                       |      |
| Jonathan Glazer                 | The Zone of Interest              |      |
| Yorgos Lanthimos                | Poor Things                       |      |
| Martin Scorsese                 | Killers of the Flower Moon        |      |
| Justine Triet                   | Anatomy of a Fall                 |      |
| 2024 (97ste)                    |                                   |      |
| Sean Baker                      | Anora                             |      |
| Jacques Audiard                 | Emilia Pérez                      |      |
| Brady Corbet                    | The Brutalist                     |      |
| Coralie Fargeat                 | The Substance                     |      |
| James Mangold                   | A Complete Unknown                |      |

## Statistieken
De film die de Academy Award voor beste film krijgt, heeft een grote kans om ook de Academy Award voor beste regie te krijgen. Van de 94 keer dat de Oscars anno 2022 zijn uitgereikt, is het 27 keer voorgekomen dat de winnaar van beste film niet werd geregisseerd door de winnaar van beste regisseur. In 21 van de 27 gevallen was de regisseur wel genomineerd voor de prijs.
John Ford heeft het vaakst de prijs gewonnen, namelijk vier keer. Hij wordt gevolgd door Frank Capra en William Wyler, die hem beiden drie keer hebben gewonnen. William Wyler is wel het vaakst genomineerd geweest voor de prijs, namelijk twaalf keer. Andere regisseurs die meer dan vijf keer zijn genomineerd, zijn Martin Scorsese (tien keer), Steven Spielberg (negen keer), Billy Wilder (acht keer), Woody Allen, David Lean en Fred Zinnemann (zeven keer) en Frank Capra (zes keer). Onder de regisseurs die nooit de Academy Award voor beste regisseur hebben gewonnen bevinden zich enkele grote namen, waaronder Alfred Hitchcock, Quentin Tarantino, Orson Welles, Akira Kurosawa, Stanley Kubrick, Federico Fellini, Ingmar Bergman, Robert Altman en David Lynch.
De Academy Award voor beste regisseur is drie keer door een vrouw gewonnen. Er zijn in totaal acht vrouwen genomineerd geweest voor de Oscar voor tien verschillende films, namelijk Lina Wertmüller voor Seven Beauties (genomineerd in 1977), Jane Campion voor The Piano (genomineerd in 1994) en The Power of the Dog (winnaar in 2022), Sofia Coppola voor Lost in Translation (genomineerd in 2004), Kathryn Bigelow voor The Hurt Locker (winnaar in 2010), Greta Gerwig voor Lady Bird (genomineerd in 2018), Chloé Zhao voor Nomadland (winnaar in 2021), Emerald Fennell voor Promising Young Woman (genomineerd in 2021), Justine Triet voor Anatomy of a Fall (genomineerd in 2024) en Coralie Fargeat voor The Substance (genomineerd in 2025).
De oudste genomineerde is Martin Scorsese, die tijdens het bekendmaken van de nominaties in 2024 81 jaar oud was. De jongste genomineerde is John Singleton, die tijdens het bekendmaken van de nominaties in 1992 24 jaar en 44 dagen oud was. Clint Eastwood is de oudste winnaar: toen hij op 27 februari 2005 de Oscar mocht ontvangen voor Million Dollar Baby was hij 74 jaar en 272 dagen oud. Damien Chazelle is de jongste winnaar ooit: hij was 32 jaar en 39 dagen oud toen hij de Oscar voor beste regisseur ontving op 26 februari 2017.